# General Kiselovo
General Kiselovo (Bulgaars: Генерал Киселово) is een dorp in het noordoosten van Bulgarije. Het dorp is gelegen in de gemeente Valtsji Dol, oblast Varna. Het dorp ligt hemelsbreed 36 km ten noordwesten Varna en 357 kilometer ten noordoosten van Sofia. 

## Bevolking
Op 31 december 2020 telde het dorp General Kiselovo 411 inwoners. Het aantal inwoners vertoont al vele jaren een dalende trend: in 1934 had het dorp nog 1.653 inwoners.
| Bevolkingsontwikkeling tussen 1934 en 2020          |
| --------------------------------------------------- |
|                                                     |
| Bron: Nationaal Statistisch Instituut van Bulgarije |

In de officiële volkstelling van 1 februari 2011 reageerden 495 van de in totaal 535 inwoners. Van deze 495 respondenten gaven 266 personen aangesloten te zijn bij de etniciteit "Turken" (oftewel: 53% van alle ondervraagden). Daarnaast identificeerden 225 personen zichzelf als “Bulgaren”. De rest van de bevolking heeft - een andere, of - geen etnische achtergrond gespecificeerd.
| Etnische samenstelling van de respondenten (2011) | Etnische samenstelling van de respondenten (2011) | Etnische samenstelling van de respondenten (2011) | Etnische samenstelling van de respondenten (2011) | Etnische samenstelling van de respondenten (2011) |
| ------------------------------------------------- | ------------------------------------------------- | ------------------------------------------------- | ------------------------------------------------- | ------------------------------------------------- |
|                                                   |                                                   |                                                   |                                                   |                                                   |
| Bulgaren                                          | Bulgaren                                          |                                                   | 45,5%                                             | 45,5%                                             |
| Turken                                            | Turken                                            |                                                   | 53,2%                                             | 53,2%                                             |
| Roma                                              | Roma                                              |                                                   | 0,0%                                              | 0,0%                                              |
| Anders/Onbekend                                   | Anders/Onbekend                                   |                                                   | 1,3%                                              | 1,3%                                              |